# Microdipodops
Microdipodipodops es un género de roedores castorimorfos de la familia Heteromyidae conocidos vulgarmente como ratones canguro o ratas canguro. Son nativas de los desiertos del suroeste de los Estados Unidos, que se encuentran predominantemente en el estado de Nevada. El nombre "ratón canguro" se refiere a la extraordinaria capacidad de salto de la especie, así como a su hábito de locomoción bípeda. Ambas especies de ratón canguro viven en ecosistemas desérticos arenosos y buscan semillas y vegetación entre los matorrales de su hábitat nativo. También se sabe que el ratón canguro oscuro se alimenta ocasionalmente de insectos y carroña. El ratón rara vez bebe agua, en lugar de eso la obtiene metabólicamente de los alimentos que come. El ratón canguro recolecta comida y mantiene grandes reservas en sus madrigueras, que excava a una longitud de entre 3 y 8 pies (1 a 2,5 metros). La madriguera, cuya entrada cubre el ratón durante las horas del día, también se usa para criar camadas de entre 2 y 7 crías. El ratón canguro pálido excava solo en arena fina, mientras que el ratón canguro oscuro prefiere suelos finos con grava, pero también puede excavar en arena o suelos arenosos. Los ratones canguro son nocturnos y son más activos en las dos horas posteriores a la puesta del sol. Se cree que hibernan durante el clima frío. Aunque los datos mitocondriales indican que los clados parecen estar en un equilibrio genético aproximado y no han sufrido cuellos de botella extremos a lo largo del tiempo, todavía existe preocupación por la supervivencia de subpoblaciones de Microdipodops más pequeñas y vulnerables debido a las amenazas inminentes al hábitat en el desierto de la Gran Cuenca. Los ratones canguro están estrechamente relacionados con las ratas canguro, que pertenecen a la misma subfamilia, Dipodomyinae.
Las dos especies son: 
- Ratón canguro oscuro – Microdipodops megacephalus
- Ratón canguro pálido – Microdipodops pallidus

## Características distintivas
La diferencia entre un ratón canguro pálido y uno oscuro es el color de su pelaje, que se sugiere en sus nombres. Mientras que un ratón canguro oscuro tiene un pelaje marrón oscuro y negro, un ratón canguro pálido tiene un color marrón pálido más claro. Tanto las especies de Microdipodops pálidos como los oscuros comparten las mismas características, como tener ojos grandes, pelaje largo y sedoso, patas delanteras cortas, patas traseras largas y una cola larga y delgada con pelo en el extremo que se usa para el equilibrio. La cola promedio es de 84 mm (incluido un rango de 68 mm a 103 mm). Sus patas traseras son proporcionalmente grandes con pelos rígidos con flecos en los costados y la superficie inferior de sus pies para ayudarlos a moverse en hábitats desérticos arenosos. Un ratón canguro adulto promedio pesa 13,5 g (incluido un rango de 10 g a 17 g) con una longitud total promedio de 158,5 mm (incluido un rango de 140 mm a 177 mm) y una pata trasera promedio con una longitud de 25 mm.
Debido a sus bullas timpánicas extremadamente infladas, que se extienden en la parte superior de su cabeza, y la gran estructura de la oreja, los cráneos de los ratones canguro son relativamente más grandes en tamaño que su cuerpo, lo que contribuye a su audición aguda utilizada para detectar depredadores.

## Dieta
Tanto los ratones canguro oscuros como los pálidos son herbívoros, principalmente granívoros. Su ingesta de alimentos consiste en semillas, granos y nueces y, en verano, también insectos. Los ratones canguro usan la parte delantera de sus dientes para descascarar las semillas, que luego llevan y almacenan en sus bolsas de las mejillas revestidas de pelo de regreso a sus hogares excavados. Un hecho extraordinario sobre algunas especies de heterómidos, como el ratón canguro, es que pueden pasar varios períodos prolongados de tiempo, incluso vidas enteras, sin consumir agua. Esto se debe a sus eficientes riñones y a su capacidad para extraer suficiente agua de los alimentos, lo que es esencial para su supervivencia en las zonas desérticas. La grasa que obtienen de sus alimentos también se almacena en su cola.

## Depredación
El color del pelaje de los ratones canguro, tanto claros como oscuros, les ayuda a camuflarse en entornos de fondo frente a los depredadores. El sistema de sus complejas madrigueras les ayuda a escapar de los depredadores, incluido un chillido agudo que emiten cuando se sienten amenazados.
Depredadores conocidos
- Coyotes (Canis latrans)
- Mustela (Mustelidae)
- Búhos (Strigidae)
- Serpientes de cascabel (Crotalus)
- Zorros (Vulpes spp.)
- Tejones (Meles meles)